# Cavemen (televíziós sorozat)
A Cavemen 2007-ben bemutatott amerikai televíziós sorozat. A produkció alkotója Joe Lawson, aki a sorozat ötletét a saját maga által készített GEICO Caveman-reklámokból vette. A sorozatot az ABC adta le 2007. február 10. és 2007. november 13. között, Magyarországon egyelőre nem mutatták be.

## Cselekmény
A sorozat három, a jelenkorban élő ősember életét mutatja be: ők Joel Claybrook és testvére, Andy, valamint az ő barátjuk és szobatársuk, Nick Hedge. A sorozat az ő boldogulásukat mutatja be a náluk sokkal fejlettebb emberek által lakott világban.

## Szereplők
| Szereplő        | Színész              |
| --------------- | -------------------- |
| Joel Claybrook  | Bill English         |
| Nick Hedge      | Nick Kroll           |
| Andy Claybrook  | Sam Huntington       |
| Kate McKinney   | Kaitlin Doubleday    |
| Maurice         | Jeff Daniel Phillips |
| Thorne          | Stephanie Lemelin    |
| Leslie McKinney | Julie White          |
| Tripp McKinney  | John Heard           |
| Nathan          | Evan Shafran         |
| Glen            | J. P. Manoux         |
| Heather         | Kim Director         |
| Diane           | Stephanie Courtney   |